# Jean-Pierre Boulard
Pour les articles homonymes, voir Boulard.
Jean-Pierre Boulard (né le 3 décembre 1942 à Épernay, Marne) est un coureur cycliste français. Boulard fut sociétaire au club cycliste local la Pédale Châlonnaise, à Châlons-sur-Marne (aujourd'hui Châlons-en-Champagne). Il accomplit quelques saisons au « top niveau », dans la catégorie amateur. Classé "amateur senior", il devient Champion de France en 1967. Il fut vainqueur du Tour de l'Avenir en 1968. Il remporta à plusieurs reprises le Grand Prix des Amis du Cyclisme, course contre la montre de haut niveau, organisée sur un parcours vallonné de grande difficulté autour de la ville d'Épernay.
À partir de 1974, il est licencié à la FSGT. Il est en 1974 et 1975 champion de France de cette Fédération. Il remporte aussi le Grand Prix cycliste de L'Humanité en 1975.

## Biographie

### Débuts cyclistes
Jean-Pierre Boulard fait ses débuts en compétition cycliste en 1959, initié par son frère aîné, René, coureur amateur en catégorie 3.
Il exerce la profession de peintre en bâtiment. En 1965 il commence à apparaître parmi l'élite des « amateurs » français. Sociétaire du club champenois La Pédale châlonnaise, il est avec cette équipe vice-champion de France des sociétés. En août il participe au Tour de l'Yonne. Il termine 9e de cette course disputée en 3 étapes. Il achève la saison 1965 par une victoire dans la classique amateurs Paris-Dreux. En 1966, on le voit peu. Il bat le record de Champagne de l'heure à Reims, en parcourant 44,238 km. La performance est à noter mais elle est à 632 m du record mondial .
En 1967, il passe dans les premiers rôles en devenant Champion de France amateurs. Il remporte le Tour de la Haute-Marne disputé sur 2 étapes. Au mois d'août il participe au "test olympique contre-la-montre par équipes, à Saint-Hilaire-du-Harcouët. Au sein de l'équipe du comité de Champagne, il se classe 2e. Il termine sa saison par le Grand Prix des Nations (amateurs). Il y prend un rang modeste (8e), mais il acquiert dans ce type d'exercice une expérience précieuse. Il compte 70 victoires jusque fin 1968. Toutes n'ont pas le même poids.

### 1968: Tour de l'Avenir et sélection olympique
Cette année-là, il est sixième du Mérite Veldor 1968.
C'est la victoire qu'il remporte le Tour de l'Avenir en 1968 qui est le point culminant de sa carrière sportive. Au sein d'une équipe de France dominatrice il devient le leader en remportant la sixième étape, un contre-la-montre long de 47,2 km. Le classement général final est sans bavure. Plus de 9 min séparent Jean-Pierre Boulard de son second, Robert Bouloux.
Les Jeux olympiques d'été sont par contre une déception.
Ayant fondé une famille, exerçant un métier, et conciliant vaille que vaille celui-ci avec ses activités cyclistes, il ne passe pas professionnel. En 1969, il était prévu qu'il coure la Course de la Paix, mais des ennuis de santé l'en empêchèrent. 

### Une nouvelle carrière à la FSGT, 1974-1979
Pendant quelques saisons, il prend une licence à la FSGT, et dispute plusieurs fois le Grand Prix cycliste de L'Humanité, où régnaient, comme dans bien des courses de la FFC, les coureurs de l'Est européen. En triomphant en 1975, dans cette course, il mettait fin à une séquence de 15 années de victoires soviétiques, tchécoslovaques, roumaines et est-allemandes. Deux années il conquiert le championnat de France "fédéral" de la FSGT. Il est l'un des deux coureurs français qui réalise le doublé, Championnat de France FFC-Championnat fédéral FSGT, doublé qui n'est souligné par aucun des organes du "cyclisme- marchandisé" qui dominent ce sport.

## Palmarès
| - 1965 - Paris-Dreux - 2e du championnat de France des sociétés - 1966 - Grand Prix des Amis du Cyclisme - 1967 - Champion de France sur route amateurs - Tour de la Haute-Marne - 3e du Tour de l'Yonne - 1968 - Tour de l'Avenir : - Classement général - 6e étape (contre-la-montre) - 3e étape du Circuit de Saône-et-Loire - Derby du Rhin - Chrono d'Épernay - Grand Prix des Amis du Cyclisme - 2e du Circuit de Saône-et-Loire - 2e du championnat de France des sociétés - 3e du Circuit de Côte-d'Or - 3e du Test préolympique de Verviers - 1969 - Champion de France des sociétés - Circuit d'Alsace - Grand Prix de Tourteron - Grand Prix des Amis du Cyclisme - Nancy-Strasbourg - 2e du Circuit des mines - 3e du Tour du Loir-et-Cher - 3e de la Ronde des Voulines | - 1970 - Champion de France des sociétés - Tour des Vosges - Grand Prix de Tourteron - Grand Prix des Amis du Cyclisme - 2e de Dijon-Auxonne-Dijon - 3e du Grand Prix des Nations amateurs - 1971 - Grand Prix de Tourteron - 1973 - Tour d'Alsace : - Classement général - 2e étape (contre-la-montre) - 1974 - Champion de France FSGT - 3e du Grand Prix cycliste de L'Humanité - 1975 - Champion de France FSGT - Paris-Nogent-L'Artaud - Grand Prix cycliste de L'Humanité : - Classement général - 3e étape - 1976 - 2e du Grand Prix cycliste de L'Humanité - 1977 - 3e du Grand Prix cycliste de L'Humanité |  |